# Domezain-Berraute
Domezain-Berraute är en kommun i departementet Pyrénées-Atlantiques i regionen Nouvelle-Aquitaine i sydvästra Frankrike. Kommunen ligger i kantonen Saint-Palais som tillhör arrondissementet Bayonne. År 2022 hade Domezain-Berraute 468 invånare.

## Befolkningsutveckling
Antalet invånare i kommunen Domezain-Berraute
| Referens: INSEE |